# Elezioni europee del 1999 in Italia
Le elezioni europee del 1999 in Italia si sono tenute il 13 giugno.

## Sistema di voto

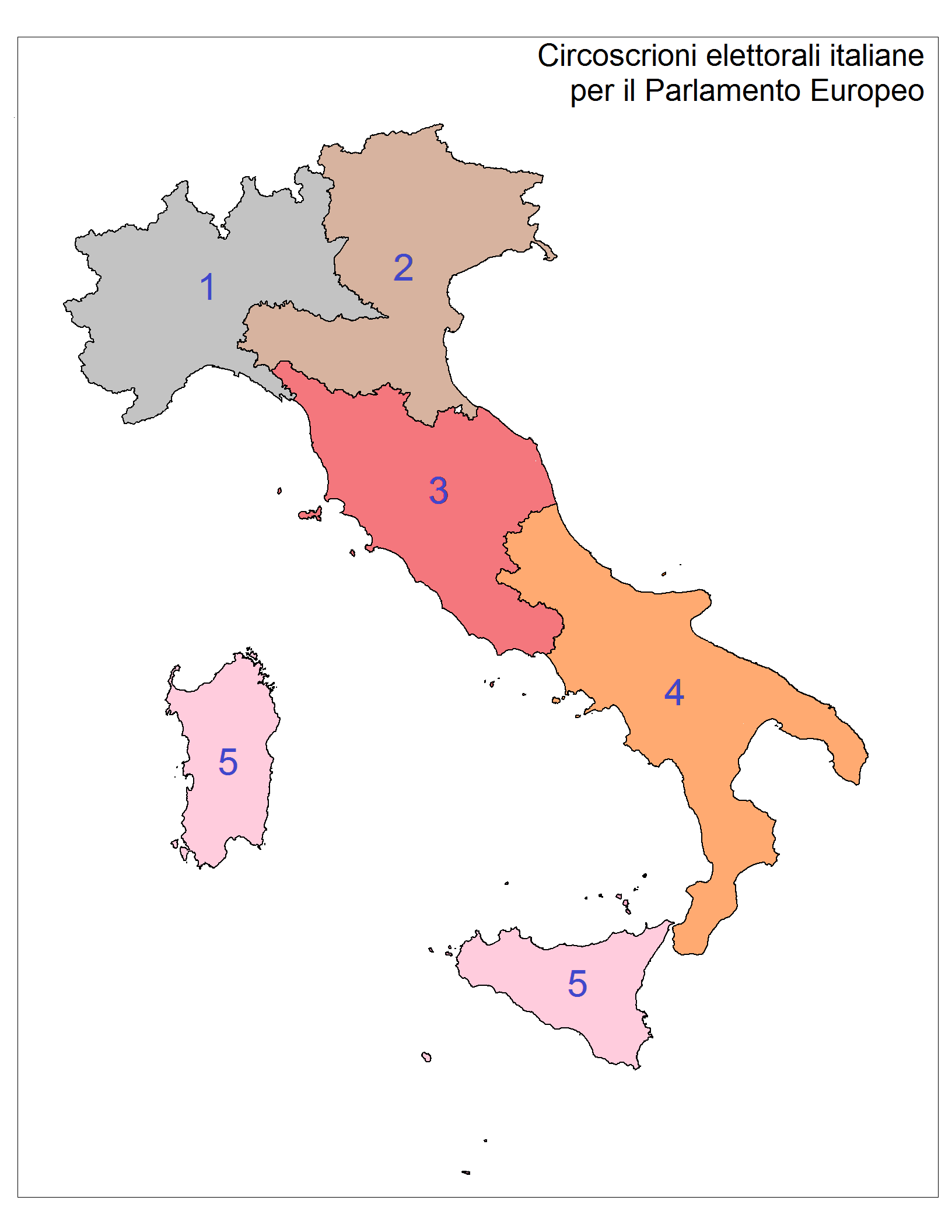
Le circoscrizioni italiane per le elezioni europee del 1999

Le elezioni europee in Italia del 1999 si tennero con il sistema di voto introdotto con la legge elettorale per l'elezione dei rappresentanti italiani presso il Parlamento europeo deliberata con provvedimento n° 18 del 24 gennaio 1979. Il territorio nazionale italiano era suddiviso in 5 circoscrizioni plurinominali assegnatarie di un numero di seggi variabili a seconda della popolazione ed il complesso delle circoscrizioni elettorali formava il collegio unico nazionale. 
La ripartizione dei seggi si effettuava dividendo il numero degli abitanti della Repubblica per il numero dei rappresentanti spettante all'Italia nel Parlamento europeo, e distribuendo i seggi in proporzione alla popolazione di ogni circoscrizione, risultante dell'ultimo censimento generale, sulla base dei quozienti interi e dei più alti resti. La legge in oggetto era improntata ad un principio di proporzionalismo. Il calcolo dei seggi attribuiti ad ogni lista avveniva semplicemente a livello centrale nel collegio unico nazionale, per tramite del metodo Hare-Niemeyer dei quozienti naturali e dei più alti resti. 
Determinato il numero di seggi spettanti ad ogni partito, gli stessi venivano suddivisi fra le singole liste circoscrizionali con lo stesso principio proporzionale puro: ne consegue il ruolo meramente procedurale delle circoscrizioni, e la possibilità della variazione del numero complessivo dei rappresentanti delle singole ripartizioni. Per le liste delle minoranze linguistiche era prevista la possibilità di collegamento con una lista di orizzonte nazionale: in tal caso i voti della lista linguistica andavano ad incrementare quelli della lista nazionale, ottenendo uno dei suoi seggi qualora un candidato linguistico ottenesse almeno 50.000 suffragi. Inoltre la legge prevedeva il voto di preferenza plurimo per i candidati della lista: ogni elettore poteva esprimere il proprio gradimento fino a tre candidati, e gli stessi vengono proclamati eletti, nel limite degli scranni ottenuti da ogni lista circoscrizionale, secondo la graduatoria di consensi ottenuta. Si segnala infine che il diritto di voto era consentito anche ai cittadini italiani residenti nelle altre nazioni che partecipavano all'elezione del Parlamento europeo.

### Circoscrizioni
Il territorio nazionale italiano, che assegnava 87 seggi, venne suddiviso in 5 circoscrizioni plurinominali così ripartite:
1. Italia nord-occidentale (Valle d'Aosta, Piemonte, Liguria, Lombardia) - 26 seggi;
2. Italia nord-orientale (Trentino-Alto Adige, Veneto, Friuli-Venezia Giulia, Emilia-Romagna) - 16 seggi;
3. Italia centrale (Toscana, Umbria, Marche, Lazio) - 18 seggi;
4. Italia meridionale (Abruzzo, Molise, Campania, Puglia, Basilicata, Calabria) - 21 seggi;
5. Italia insulare (Sicilia, Sardegna) - 6 seggi.

## Risultati
| Liste                  | Liste                                                       | Partito europeo        | Gruppo                 | Voti       | %     | Seggi | Differenza | Differenza |
| Liste                  | Liste                                                       | Partito europeo        | Gruppo                 | Voti       | %     | Seggi | %          | Seggi      |
| ---------------------- | ----------------------------------------------------------- | ---------------------- | ---------------------- | ---------- | ----- | ----- | ---------- | ---------- |
|                        | Forza Italia (FI)                                           | PPE                    | PPE-DE                 | 7 813 948  | 25,16 | 22    | 5,46       | 5          |
|                        | Democratici di Sinistra (DS)                                | PSE                    | PSE                    | 5 387 729  | 17,34 | 15    | 1,72       | 1          |
|                        | Alleanza Nazionale - Patto Segni (AN-PS)                    | AEN                    | UEN                    | 3 194 661  | 10,28 | 9     | 5,43       | 5          |
|                        | Lista Bonino (LB)                                           | –                      | GTI                    | 2 625 881  | 8,45  | 7     | 6,32       | 5          |
|                        | I Democratici (Dem)                                         | ELDR                   | ELDR                   | 2 402 435  | 7,73  | 6     | nuovo      | nuovo      |
|                        | Lega Nord (LN)                                              | –                      | GTI                    | 1 391 595  | 4,48  | 4     | 2,08       | 2          |
|                        | Partito della Rifondazione Comunista (PRC)                  | –                      | GUE/NGL                | 1 327 327  | 4,27  | 4     | 1,81       | 1          |
|                        | Partito Popolare Italiano (PPI)                             | PPE                    | PPE-DE                 | 1 316 830  | 4,24  | 4     | 5,76       | 4          |
|                        | Centro Cristiano Democratico (CCD)                          | PPE                    | PPE-DE                 | 805 320    | 2,59  | 2     | –          | 1          |
|                        | Socialisti Democratici Italiani (SDI)                       | PSE                    | PSE                    | 670 957    | 2,16  | 2     | 0,37       | 1          |
|                        | Cristiani Democratici Uniti (CDU)                           | PPE                    | PPE-DE                 | 669 919    | 2,16  | 2     | nuovo      | nuovo      |
|                        | Partito dei Comunisti Italiani (PdCI)                       | –                      | GUE/NGL                | 622 261    | 2,00  | 2     | nuovo      | nuovo      |
|                        | Federazione dei Verdi (FdV)                                 | FEPV                   | Verdi/ALE              | 548 987    | 1,77  | 2     | 1,44       | 1          |
|                        | Unione Democratici per l'Europa (UDEUR)                     | PPE                    | PPE-DE                 | 498 742    | 1,61  | 1     | nuovo      | nuovo      |
|                        | Movimento Sociale Fiamma Tricolore (MSFT)                   | –                      | GTI                    | 496 030    | 1,60  | 1     | nuovo      | nuovo      |
|                        | Rinnovamento Italiano (RI)                                  | PPE                    | PPE-DE                 | 353 890    | 1,14  | 1     | nuovo      | nuovo      |
|                        | Partito Pensionati (PP)                                     | DE                     | PPE-DE                 | 233 874    | 0,75  | 1     | –          | 1          |
|                        | Democratici Liberali Repubblicani Europei (PRI - FdL)       | ELDR                   | ELDR                   | 168 620    | 0,54  | 1     | 0,36       | Stabile    |
|                        | Südtiroler Volkspartei (SVP)                                | PPE                    | PPE-DE                 | 156 005    | 0,50  | 1     | 0,12       | Stabile    |
|                        | Liga Repubblica Veneta - Union für Südtirol - Altri partiti | –                      | –                      | 117 979    | 0,38  | -     | -          | Stabile    |
|                        | Lega d'Azione Meridionale - Lista Cito (LAM)                | –                      | –                      | 94 181     | 0,30  | -     | 0,37       | Stabile    |
|                        | Consumatori - Padroni in Casa Nostra (PSd'Az - VNE - CI)    | ALE (PSd'Az)           | –                      | 61 185     | 0,19  | -     | -          | Stabile    |
|                        | Partito Socialista (PS)                                     | –                      | –                      | 42 500     | 0,14  | -     | nuovo      | nuovo      |
|                        | Federalismo in Europa                                       | –                      | –                      | 40 970     | 0,13  | -     | 0,26       | Stabile    |
|                        | Partito Umanista (PU)                                       | –                      | –                      | 16 168     | 0,05  | -     | -          | Stabile    |
|                        | COBAS per l'Autorganizzazione                               | –                      | –                      | 4 432      | 0,01  | -     | nuovo      | nuovo      |
| Totale                 | Totale                                                      | Totale                 | Totale                 | 31 062 426 | 100   | 87    |            |            |
| Schede bianche e nulle | Schede bianche e nulle                                      | Schede bianche e nulle | Schede bianche e nulle | 3 296 913  | 9,60  |       |            |            |
| Votanti                | Votanti                                                     | Votanti                | Votanti                | 34359339   | 69,73 |       |            |            |
| Elettori               | Elettori                                                    | Elettori               | Elettori               | 49 278 309 | 100   |       |            |            |